# Viktória Szabó
Viktória Szabó (* 26. Mai 1997 in Budapest) ist eine ungarische Fußballspielerin und seit dem Jahr 2013 auch A-Nationalspielerin.

## Karriere

### Vereine
Szabó begann im Alter von sieben Jahren an der Angyalföldi Sportiskola im gleichnamigen Budapester Stadtteil Angyalföld im XIII. Budapester Bezirk mit dem Fußballspielen und verließ diese im Alter von zehn Jahren. Von 2010 bis 2012 gehörte sie der Jugendabteilung von Vasas Budapest an. Bereits im Alter von 15 Jahren kam sie für Ferencváros Budapest in der Női NB II, der zweithöchsten Spielklasse im ungarischen Frauenfußball, im Seniorinnenbereich zu Punktspielen. Von 2013 bis 2015 war sie mit ihrer Mannschaft in der Női NB I, der höchsten Spielklasse vertreten.
Nach Deutschland gelangt, gehörte sie dem 1. FC Lübars in der Gruppe Nord der seinerzeit zweigleisigen 2. Bundesliga an. In dieser Spielklasse bestritt sie 21 von 22 Saisonspielen. Ihr Debüt erfolgte zum Saisonstart am 30. August 2015 beim 4:1-Sieg im Heimspiel gegen den 1. FFC Turbine Potsdam und währte bis zu ihrer Auswechslung für Jacqueline Behrends 76 Minuten lang. Ihr erstes von sechs Saisontoren erzielte sie am 6. September 2015 (2. Spieltag) beim 3:3-Unentschieden im Auswärtsspiel gegen den Herforder SV mit dem Treffer zur 2:1-Führung in der 44. Minute. Sportlich die Saison 2015/16 mit Platz 5 abgeschlossen, zog sich ihre Mannschaft freiwillig aus der Spielklasse zurück. Daraufhin gelangte sie zum 1. FC Saarbrücken, für den sie in der Saison 2016/17 21 Punktspiele in der Gruppe Süd der seinerzeit zweigleisigen 2. Bundesliga bestritt und ein Tor erzielte.
Nach Ungarn zurückgekehrt, spielte sie von 2017 bis 2023 ein zweites Mal für Ferencváros Budapest. Seit der Rückrunde der Saison 2023/24 spielt sie für den Schweizer Erstligisten FC Zürich. Vom 10. Februar 2024 (12. Spieltag) bis zum 13. April 2024 (18. Spieltag) kam sie in sieben aufeinander folgenden Spieltagen das erste Mal in der Women’s Super League zum Einsatz; am 23. März 2024 (16. Spieltag), sorgte sie mit ihrem ersten Tor in der 87. Minute für den 1:0-Sieg im Heimspiel gegen den FC Luzern. Sie kam beim FCZ zu insgesamt 36 Pflichtspieleinsätzen und vier Toren. Der FCZ gewann in der Spielzeit 2024/25 den Schweizer Pokal.
Auf die Saison 2025/26 hin wechselte sie zum FC Como Women in die italienische Serie A.

### Nationalmannschaft
Szabó kam in den Spieljahren 2012 und 2013 zunächst für die Nachwuchsnationalmannschaft des MLSZ der Altersklasse U17 in 22 Länderspielen zum Einsatz, in denen ihr sieben Tore gelangen. Noch vor ihren 14 Einsätzen für die U19-Nationalmannschaft vom 20. März 2014 bis zum 29. März 2015, debütierte sie bereits am 17. April 2013 für die A-Nationalmannschaft, die das in Freundschaft ausgetragene Länderspiel gegen die  Nationalmannschaft Sloweniens mit 4:1 gewann. Bis zum 25. Februar 2025 war sie in 108 weiteren A-Länderspielen aktiv, u. a. in 18 WM- und 20 EM-Qualifikationsspielen sowie in zehn Spielen im 2023/24 neugeschaffenen Wettbewerb der Nations League (6 Spiele Gruppe B1 und 2 Begegnungen vs. Belgien in den Ausscheidungsspielen sowie in zwei Spielen im Wettbewerb 2025 in der Gruppe B3).
Des Weiteren nahm sie mit ihrer Mannschaft an mehreren Turnieren teil. Am 20. und 22. August 2013 erlebte sie die beiden Niederlagen gegen die Nationalmannschaften der Slowakei und Tschechiens (2:3, 1:3) im Turnier um den Balaton-Cup spielerisch über jeweils 90 Minuten mit, wurde im Turnier 2015 am 1. August beim 4:4 gegen die Nationalmannschaft der Slowakei eingesetzt (1 Tor), wie auch 2016 (2/0), 2017 (1/0) und 2018 (2/0), war fünfmal mit ihrer Mannschaft im Turnier um den Zypern-Cup vertreten (2016 – 3 Spiele, 1 Tor; im dritten Spiel am 7. März in Paralimni beim 1:0-Sieg über die Nationalmannschaft Irlands, 2017, 2018, 2019 – jeweils 4 Spiele und 2023 – 3 Spiele, 1 Tor; im ersten Spiel am 16. Februar in Larnaka bei der 1:2-Niederlage gegen die Nationalmannschaft Rumäniens) und einmal im Turnier um den Pinatar Cup 2022 (am 16., 19. und 22. Februar).

## Erfolge
FC Zürich
- Zweiter Schweizer Meisterschaft 2024
- Schweizer Pokal 2025

Ferencváros Budapest
- Ungarischer Meister 2020, 2021, 2022, 2023
- Ungarischer Pokal-Sieger 2021